# Козубы
Козубы (укр. Козуби) — село, в Новосанжарском районе, Полтавской области, Украина.
Код КОАТУУ — 5323480403. Население по переписи 2001 года составляло 242 человека.

## Географическое положение
Село Козубы находится на правом берегу реки Кобелячка, выше по течению на расстоянии в 2 км расположено село Малый Кобелячек, ниже по течению на расстоянии в 1,5 км расположено село Сулимы.Река в этом месте пересыхает, на ней сделана запруда.
Рядом проходит автомобильная дорога М-22 (E 577).